# Nanorrhinum azraqense
Nanorrhinum azraqense är en grobladsväxtart som först beskrevs av Loutfy Boulos och Lahham, och fick sitt nu gällande namn av Ghebr.. Nanorrhinum azraqense ingår i släktet Nanorrhinum och familjen grobladsväxter. Inga underarter finns listade i Catalogue of Life.